# Szent Mihály és Gábriel arkangyalok fatemplom (Nyírfalva)
A nyírfalvi Szent Mihály és Gábriel arkangyalok fatemplom műemlékké nyilvánított épület Romániában, Szilágy megyében. A romániai műemlékek jegyzékében az  SJ-II-m-A-05029 sorszámon szerepel.